# Margery Allingham
Margery Louise Allingham (Londres, 20 de maio de 1904 - Colchester, Essex, 30 de junho de 1966) foi uma escritora de novelas policiais britânica. 
Publicou seu primeiro conto na idade de 8 anos, seu primeiro romance aos 19 e seu primeiro romance policial antes de completar os 20 anos. Suas histórias, acerca do detetive fictício Albert Campion, se tornaram muito populares e romances como The tiger in the smoke de 1952, que se transformou em filme .
Outros de seus livros deram origem a séries televisivas 
Também são exemplos de suas obras "A governanta de porcelana" (The China governes) de 1962, com seu fino estilo intelectual e perspicácia psicológica, renderam ao personagem grande estima dentro do gênero literário sério. Morreu aos 62 anos devido a um câncer de mama.
A BBC produziu adaptações de oito de suas obras no final dos anos oitenta.

### Série Albert Campion
| Número sequencial | Título em Portugal        | Título no Brasil             | Título original em inglês                          | Título original nos EUA             | Tradutor(a)                                              | Ano do lançamento                                                      |
| ----------------- | ------------------------- | ---------------------------- | -------------------------------------------------- | ----------------------------------- | -------------------------------------------------------- | ---------------------------------------------------------------------- |
| 01                |                           |                              | The Crime at Black Dudley                          | (US title: The Black Dudley Murder) |                                                          | (1929)                                                                 |
| 02                |                           | Estrada para a morte         | Mystery Mile                                       |                                     |                                                          | (1930)                                                                 |
| 03                |                           |                              | Look to the Lady                                   | (The Gyrth Chalice Mystery)         |                                                          | (1931)                                                                 |
| 04                | Polícia no funeral        | Polícia no funeral (02)      | Police at the Funeral                              |                                     | Regina Santa Cruz Abreu                                  | (1931),                                                                |
| 05                |                           |                              | Sweet Danger                                       | Kingdom of Death/The Fear Sign)     |                                                          | (1933)                                                                 |
| 06                |                           | Morte de um fantasma (01)    | Death of a Ghost                                   |                                     | Maria Elizabeth de O. Padilha                            | (1934)                                                                 |
| 08                |                           |                              | Dancers in Mourning                                | Who Killed Chloe?                   |                                                          | (1937)                                                                 |
| 09                |                           |                              | Mr. Campion: Criminologist ☻                       |                                     |                                                          | (1937)                                                                 |
| 10                | Homicídio no campo        |                              | The Case of the Late Pig(03)                       |                                     | Maria Adelaide Namorado Freire                           | (1937)                                                                 |
| 11                | Mistério no mundo da moda |                              | The Fashion in Shrouds                             |                                     |                                                          | (1938)                                                                 |
| 12                |                           |                              | Mr. Campion and Others ☻                           |                                     |                                                          | (1939)                                                                 |
| 13                |                           |                              | Traitor's Purse                                    | (The Sabotage Murder Mystery)       |                                                          | (1941)                                                                 |
| 14                |                           |                              | Coroner's Pidgin                                   | (Pearls Before Swine)               |                                                          | (1945)                                                                 |
| 15                |                           |                              | The Casebook of Mr Campion ☻                       |                                     |                                                          | (1947)                                                                 |
| 16                | Morto duas vezes          |                              | More Work for the Undertaker                       |                                     | Maria Adelaide Namorado Freire, revisão Aurélio Moreira) | (1948)                                                                 |
| 17                |                           |                              | The Tiger in the Smoke                             |                                     |                                                          | (1952)                                                                 |
| 18                |                           |                              | The Beckoning Lady                                 | The Estate of the Beckoning Lady    |                                                          | (1955)                                                                 |
| 19                |                           |                              | Hide My Eyes                                       | Tether's End/Ten Were Missing)      |                                                          | (1958)                                                                 |
| 20                |                           | A governanta de porcelana(2) | The China Governess                                |                                     | Ana Luísa Martins                                        | (1963)                                                                 |
| 21                |                           |                              | The Mind Readers                                   |                                     | (1965)                                                   |                                                                        |
| 22                |                           |                              | Cargo of Eagles                                    |                                     |                                                          | (1968)(terminado por Philip Youngman Carter)                           |
| 23                |                           |                              | Mr. Campion's Farthing                             |                                     |                                                          | (1969)(por Philip Youngman Carter)                                     |
| 24                |                           |                              | Mr. Campion's Falcon                               | (Mr. Campion's Quarry)              |                                                          | (1970(por Philip Youngman Carter) )                                    |
| 25                |                           |                              | The Allingham Minibus ou Mr. Campion's Lucky Day ☻ |                                     |                                                          | (1973)                                                                 |
| 26                |                           |                              | The Return of Mr. Campion ☻                        |                                     |                                                          | (1989)                                                                 |
| 27                |                           |                              | Mr Campion's Farewell                              |                                     |                                                          | (2014)(Começado por Philip Youngman Carter, terminado por Mike Ripley) |
| 28                |                           |                              | Mr Campion's Fox                                   |                                     |                                                          | (2015 (por Mike Ripley) )                                              |

### Outros títulos
| Número sequencial | Título em Portugal | Título no Brasil | Título original em inglês           | Título original nos EUA | Tradutor(a)                 | Ano do lançamento |
| ----------------- | ------------------ | ---------------- | ----------------------------------- | ----------------------- | --------------------------- | ----------------- |
| 01                |                    |                  | Blackkerchief Dick                  |                         |                             | (1923)            |
| 02                |                    |                  | The White Cottage Mystery           |                         |                             | (1928)            |
| 03                |                    | Plumas negras    | Black Plumes                        |                         | Mônica Pecegueiro do Amaral | (1940)            |
| 04                |                    |                  | The Oaken Heart (autobiográfico)    |                         |                             | (1941)            |
| 05                |                    |                  | Dance of the Years ou The Galantrys |                         |                             | (1943)            |
| 06                |                    |                  | Wanted: Someone Innocent ☻          |                         |                             | (1946)            |
| 07                |                    |                  | UK title: Take Two at Bedtime±      | Deadly Duo              |                             | (1949)            |
| 08                |                    |                  | No Love Lost±                       |                         |                             | (1954)            |
| 09                |                    |                  | The Allingham Case-Book ☻           |                         |                             | (1969)            |
| 10                |                    |                  | The Darings of the Red Rose █       | Crippen & Landru        |                             | 1995)             |
| 11                |                    |                  | Room to Let: A Radio-Play           |                         |                             | (1999)            |
| 12                |                    |                  | Three is a lucky Number             |                         |                             |                   |

### ComoMaxwell March(um pseudônimo)
| Número sequencial | Título em Portugal | Título no Brasil | Título original em inglês | Título original nos EUA                  | Tradutor(a) | Ano do lançamento |
| ----------------- | ------------------ | ---------------- | ------------------------- | ---------------------------------------- | ----------- | ----------------- |
| 01                |                    |                  | Other Man's Danger        | (US title: The Man of Dangerous Secrets) |             | (1933)            |
| 02                |                    |                  | Rogues' Holiday           |                                          |             | (1935)            |
| 03                |                    |                  | The Shadow in the House   |                                          |             | (1936)            |

(1) na série 'Mestres do horror e da fantasia', da Livraria Francisco Alves Editora

(2) na série 'Horas em suspense', da Livraria Francisco Alves Editora

(03) originalmente publicado em Mr Campion: Criminologist

☻ contos; compreende os títulos:

He Was Asking After You; 
The Sexton’s Wife;
‘Tis Not Hereafter e o conto título Wanted: Someone Innocent

± contendo duas novelas, quais sejam: a)Wanted: Someone Innocent e b)Last Act||

± contendo duas novelas, quais sejam: a)The Patient at Peacocks Hall e b)Safer Than Love

█ originalmente publicado em série e sob anonimato 

Observação: As informações quanto ao título em Português e nome do tradutor(a) foram pesquisadas em exemplares dos próprios livros ou ainda em registros disponibilizados on line pela Biblioteca Nacional do Brasil, seja da Biblioteca Nacional de Portugal.